# Société Nouvelle des Phosphates du Togo

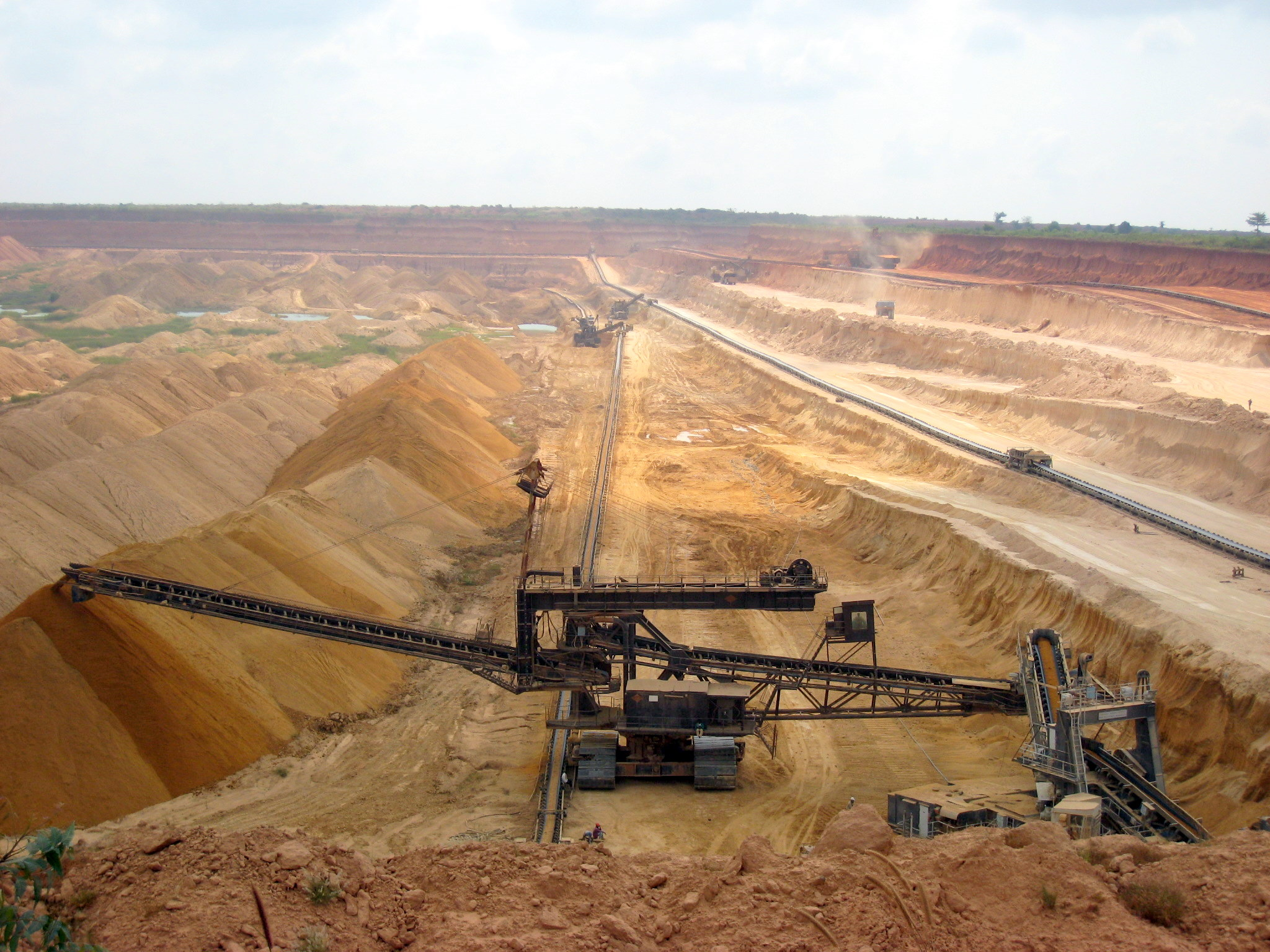
Phosphatgewinnung durch die SNPT in Togo

Die Société Nouvelle des Phosphates du Togo (SNPT) ist ein togoisches Unternehmen mit Sitz in Kpémé, das in Togo Calciumphosphat, einen Rohstoff für die Düngemittelindustrie, abbaut. Die SNPT wurde im Mai 2007 gegründet, Vorgängergesellschaften waren die von 1957 bis etwa 1980 operierende CTMB, die von etwa 1980 bis 2002 durch den togoischen Staat betriebene togoische Phosphatbehörde OTP sowie die privatisierte IFG-TG von 2002 bis 2007. Phosphate waren lange Zeit das wichtigste Exportgut Togos.

## Phosphatabbau in den 1960er Jahren
Die Phosphatvorkommen im Bereich der togoischen Küste werden im Tagebau abgebaut, die Vorkommen liegen in einem mehrere Kilometer breiten Geländestreifen nördlich des Togosees. Der Abbau wurde mit einem Vertrag von 1957 vorbereitet und begann 1961 zuerst durch die CTMB (Compagnie togolaise des mines du Bénin), eine mehrheitlich in französischem und zu 47 % im Besitz der amerikanischen W. R. Grace and Company befindliche Gesellschaft, deren Anteile der togoische Staat zwar bis zu einem Anteil von 20 % am Stammkapital und 25 % am Gesamtkapital bevorzugt zeichnen konnte, jedoch nur etwa 1 % der Anteile tatsächlich erwarb. Unmittelbar ab Förderungsbeginn 1961 ist Calciumphosphat wichtigstes Exportgut, die Exportmenge ver14fachte sich von 57.000 Tonnen 1961 auf 802.000 Tonnen 1964. Der Export der Phosphate erfolgt über einen für diesen Zweck gebauten Hafen in Kpéme wenige Kilometer westlich der Küstenstadt Aného.

## Verstaatlichung, 1970er bis 1990er Jahre
Die Preise für Phosphate erlebten durch den Phosphatboom in den 1970er Jahren, hervorgerufen durch die Nachfrage nach Kunstdünger, einen wahren Boom. Togo konnte 1972 seine Beteiligung an der CTMB von den zu diesem Zeitpunkt gehaltenen 2 auf 20 % steigern. Beeinflusst von der Konferenz der blockfreien Staaten 1973, an der der togoische Diktator Gnassingbé Eyadéma teilnahm, und dem rasant steigenden Phosphatpreis stieg das Interesse seitens der togoischen Regierung an einer weiteren Erhöhung des Anteils, Verhandlungen mit der CTMB scheiterten jedoch an den vertraglichen Regelungen von 1957. Am 10. Januar 1974 gab die togoische Regierung die einseitige Erhöhung des staatlichen Anteils auf 51 % bekannt. Infolge eines Flugzeugabsturzes Eyadémas bei Sarakawa erfolgte am 2. Februar 1974 die vollständige Verstaatlichung des Phosphatabbaus. Der Flugzeugabsturz wurde als Attentat der ‚internationalen Hochfinanz’ vor dem Hintergrund der angekündigten Nationalisierung des Phosphatabbaus verklärt. Auf staatlicher Seite wurde der Phosphatabbau durch die togoische Phosphatbehörde OTP (Office Togolais des Phosphates) koordiniert, die bis Januar 1980 die Geschäfte der CTMB vollständig übernahm. Die Erlöse aus dem Phosphatexport dienten zur Finanzierung einiger umstrittener Großprojekte wie des Flughafens Niamtougou oder des Hôtel du 2 Février.
Sinkende Phosphatpreise zum Ende der 1970er Jahre führten zu wirtschaftliche Schwierigkeiten, wurden jedoch durch den bevorzugten Export nach Frankreich zu subventionierten Preisen etwas abgefangen. Mitte der 1990er Jahre war Togo mit einer jährlichen Produktionsmenge von bis zu 2,89 Millionen Tonnen (1997) fünftgrößter Phosphatproduzent, die Phosphatexporte machten dabei 40 % der Gesamtexporte und 10 % des BIP aus.

## Privatisierung und heutige Situation
Im Zuge der Privatisierungsbemühungen ab 1997 wurde eine Teilprivatisierung der Phosphatförderung angestrebt, diese erfolgte erst 2002 mit der Übernahme des zuvor behördlich gesteuerten Betriebs durch die IFG-TG (International Fertilizer Group Togo), an der neben einem tunesischen Konsortium und dem französischen Unternehmen Brifco Ltd. der togoische Staat mehrheitlich beteiligt war. Veraltete Maschinen und schlechte Organisation waren Grund eines starken Rückgangs der Phosphatproduktion bis 2006. Mit der Gründung der SNPT mittels Beschluss des Ministerrates vom 14. Mai 2007 wurde der staatliche Betrieb abgelöst, die SNPT nahm ihren Betrieb am 1. August 2008 auf, derzeit beschäftigt sie über 2000 Mitarbeiter. Die Fördermengen 2006 und 2007 betrug jeweils etwa 1 Million Tonnen Rohphosphat, die Erlöse aus der Phosphatförderung in Höhe von 13,4 Mrd. CFA-Franc entsprachen 2006 einem Anteil von 1,3 % des Bruttoinlandsproduktes.